# Percy Almstedt
Anders Percival Almstedt (ur. 30 listopada 1888 w Göteborgu, zm. 29 października 1937 tamże) – szwedzki żeglarz, olimpijczyk, zdobywca srebrnego medalu w regatach na letnich igrzyskach olimpijskich w 1920 roku w Antwerpii.
Na Letnich Igrzyskach Olimpijskich 1920 zdobył srebro w żeglarskiej klasie 40 m². Załogę jachtu Elsie tworzyli również Gustaf Svensson, Ragnar Svensson i Erik Mellbin.